# Harold Q. Masur
Harold Q. Masur (Ciudad de Nueva York, 29 de enero de 1909 - Boca Raton, Florida, 16 de septiembre de 2005) fue un abogado y autor de novelas de misterio estadounidense. 
Se graduó en la Facultad de Derecho de la Universidad de Nueva York en el año 1934 y ejerció la abogacía entre 1935 y 1942. Después se unión a la Fuerza Aérea de los EE. UU. A finales de los años treinta comenzó a escribir ficción barata (pulp fiction). En 1973 era el presidente de la asociación Mystery Writers of America.

## Obras
- Bury Me Deep (1947)
- Suddenly A Corpse (1949)
- You Can't Live Forever (1951)
- So Rich, So Lovely, and So Dead (1952)
- The Big Money (1954)
- Tall, Dark & Deadly (1956)
- The Last Gamble (título en el Reino Unido: The Last Breath) (También publicado como: Murder on Broadway) (1958)
- Send Another Hearse (1960)
- The Name Is Jordan (relatos cortos) (1962)
- Make a Killing (1964)
- The Legacy Lenders (1967)
- The Attorney (1973). Traducido en España: El abogado (1974, Noguer Ediciones, S.A.) ISBN 84-279-0039-2
- The Broker (1981)
- The Mourning After (1981)

Masur también escribió el guion para The $2,000,000 Defense, un episodio de la serie Alfred Hitchcock Presents.
Además de la ya mencionada El abogado, se ha traducido en España Llama un cadáver, Editorial Molino, ISBN 84-272-0517-1. 
- Datos: Q738248